# Josip Kosor
Josip Kosor (27. ledna 1879 Trbounje, Chorvatsko – 23. ledna 1961 Dubrovník) byl chorvatský úředník, spisovatel, básník a dramatik.

## Život
Josip se narodil v rodině Nika a Any Kosorových. Měl tři sourozence: Juru, Cvijetu a Iva. V listopadu 1923 se oženil v Londýně s malířkou Ivankou Mitrovićovou.
Když mu byly čtyři roky, přestěhovala se rodina do Otoku u Vinkovců. V dospělosti působil jako písař v Privlace, Vukovaru, Tuzle, Đakovu a Mostaru. Ve 23 letech dorazil do Záhřebu, pracoval v advokátní kanceláři, stal se členem Společnosti chorvatských spisovatelů a brzy se prosadil jako spisovatel. V prvním období své tvorby popisoval nelehký život dalmatských, bosenských a slavonských rolníků (romány Rasap, Radnici a Cupalo; povídkové sbírky Optužba a Crni glasovi), proto se mu říkalo Chorvat Maxim Gorkij. Od roku 1905 cestoval po Evropě (Vídeň, Mnichov, Berlín, Paříž) a spřátelil se s četnými chorvatskými (Ivan Meštrović, Vladimir Becić, Mirko Rački) i zahraničními umělci (Hermann Bahr, Stefan Zweig, Stanisław Przybyszewski, Maksim Gorkij, Konstantin Stanislavski aj.). R. 1910 napsal ve Vídni své nejlepší dílo, hru Požar strasti (vyšlo v roce 1912), která měla v zahraničí velký ohlas. V meziválečném období procestoval Švýcarsko, Skandinávii, Rusko, Anglii a Francii a po druhé světové válce se přestěhoval do Dubrovníku.

### Zajímavosti
Díky dobrému přijetí jeho děl v zahraničí byl považován za kandidáta na Nobelovu cenu za literaturu.
Josip Kosor byl prastrýc bývalé předsedkyně vlády Chorvatské republiky Jadranky Kosorové (vnučka Jure Kosora).

## Dílo
- Crni glasovi: povídky – Zagreb: Piščeva, 1905
- Rasap: román, 1906
- Radnici: román, 1906
- Cupalo: román, 1907
- Mirne, 1916
- People of the Universe – London: Hendersons, 1917
- Požar strasti: drama u četiri čina – Zagreb: St. Kugli, 1921
- Nepobjediva lada: tragedija ljudske svijesti: U pet činova – Zagreb: St. Kugli, 1921
- Razvrat: roman iz savremenog života – Zagreb: St. Kugli, 1923.
- Rotonda: igra u četiri čina – Zagreb: s. n., 1925
- Čovječanstvo: drama u pet činova – Zagreb: s. n., 1925
- Miris zemlje i mora, 1925
- U "Café du dôme": drama u dva čina – Zagreb: St. Kugli, 1926
- Pomirenje: tragedija proroka u tri čina; Nijemak: tragikomedija u tri čina – Zagreb: s. n., 1926
- Atlantikom i Pacifikom, 1927
- White flames, 1929
- Zbirka pedeset akvarela Ivanke Mitrović-Kosor – Sa uvodom Josipa Kosora. Zagreb: s. n, 1937
- Pripovijesti; Požar strasti – Josip Kosor. Pripovijesti; Đuka Begović – Ivan Kozarac. Zagreb: Matica Hrvatska, 1964
- Pod laternom; Maske na paragrafima; Nema Boga – ima Boga – Zagreb: Ex libris, 2011
- Optužba: povídky; Crni glasovi; Mime; Miris zemlje i mora – Zagreb: Ex libris, 2012
- Požar strasti; Pomirenje; Nijemak; Pravednost – Zagreb: Ex libris, 2012
- Žena; Smiljka vječna; Nepobjediva lađa; Vječnost – Zagreb: Ex libris, 2012

### V češtině
- Cikán – ze sbírky Černé myšlenky přeložil František Veverka; in: 1000 nejkrásnějších novel... č. 5. Praha: J. R. Vilímek, 1911